# Треугольник Энтони

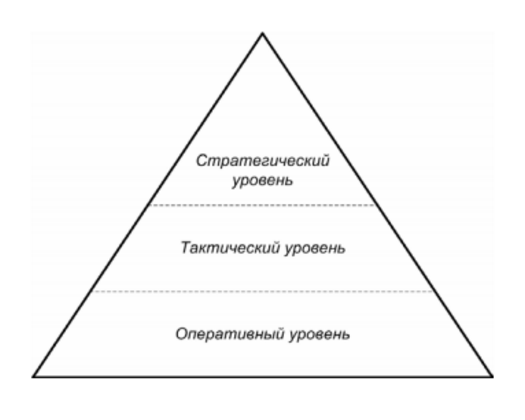
Модель треугольника Энтони

Треугольник Энтони — организационная модель в менеджменте. Предложена в 1965 году американским организационным теоретиком, профессором административного управления в Гарвардской школе бизнеса, Робертом Энтони. Треугольник представляет из себя иерархический взгляд на структуру менеджмента, с большим количеством оперативных решений на дне, нескольким количеством тактических решений в середине, и небольшим количеством важных стратегических решений на вершине треугольника. Чем выше на диаграмме треугольника определенное решение, тем больше возможностей оно охватывает и менее точным становится. Следовательно, двигаясь вниз по диаграмме, решения становятся более подробными и более точно применимыми.
Благодаря работам Джорджа Горри и Майкла Скотта Мортона, данная модель стала известной в кругах обращения с информационными системами

## Уровни треугольника

### Стратегический уровень
На стратегическом уровне управления принятие решений относится в целом к компании. Решения носят долгосрочный характер и определяют путь развития организации.
В стратегическом управлении ставятся долгосрочные цели, определяются ресурсы, необходимые для их достижения, и ищутся возможности для их получения. На данном уровне возможна корректировка целей.
Базовый уровень - уровень, на котором устанавливается вся дальнейшая судьба предприятия. Решения принимаются высшим органом управления, например, советом директоров. Дальнейшая детализация решений отражается на тактическом уровне.
На стратегическом уровне управленческая информация используется для формирования соответствующей стратегической политики, долгосрочного планирования и контроля, принятия решений о стратегических инвестициях, выпускаемых продуктах, новых технологиях, методах конкурентной борьбы, выходе на перспективные рынки и расширении клиентской базы, стратегических поставщиках, слияниях и приобретениях.
В связи с этим информация, используемая на стратегическом уровне, охватывает все сферы деятельности организации – рентабельность в целом и по отдельным показателям, условия долгосрочного кредитования, потребности в персонале, оборудовании и сегментах рынка.
Необходимость поддержки управления на стратегическом уровне, обсуждается в менеджменте в течение последних нескольких лет. В данном контексте выработался отдельный термин – управленческий учет, который характеризует учет всех факторов, оказывающих влияние на стратегическое развитие предприятия.

### Тактический уровень
На тактическом уровне предполагается решить вопрос о том, как достичь стратегических целей: какие ресурсы и на каких условияx привлечь. Цели данного уровня среднесрочные.
На тактическом уровне формируются бюджеты, планы, товарный ассортименты, цены. Также здесь решается вопрос об ограниченных ресурсах – стоит ли их покупать или производить.
Для принятия среднесрочных решений требуется информация о производительности, прогнозах продаж, денежных потоков, рентабельности и структуре запасов.

### Оперативный уровень
Следующий уровень – оперативный. На нем принимаются решения об отдельных операциях и задачах. В основном они носят производственный характер. Цели на данном уровне краткосрочные и не влияют на стратегический план. Это обычно повседневные дела, решаемые линейным персоналом. На нем рассматриваются жалобы, заработные платы, вопросы дебиторской задолженности и краткосрочной кредиторской, вопросы с клиентами. Информация, используемая на данном уровне, носит обычно неопределенный характер.
Основное требование к соблюдению уровней управленческих решений – информация не должна дублироваться на разных уровнях. Для принятия решений на каждом отдельном уровне требуется своя информация и учитывать характер решаемых задач.
Соответственно, уровни двигаются от стратегического к оперативному – сначала ставятся долгосрочные задачи, затем решается каким образом они будут реализовываться и затем, переходя на оперативный уровень, решаются более мелкие задачи. Информация двигается таким же образом – на стратегическом уровне она более обобщена, а на оперативном подробна.